# Edvard Vaupotič
Edvard Vaupotič, podpolkovnik Vojske kraljevine Jugoslavije, * 25. avgust 1881, Sveti Jurij ob Ščavnici, † 29. marec 1953, Maribor.

## Življenje
Edvard Vaupotič je bil rojen leta 1881 v Vidmu ob Ščavnici (sedaj Sveti Jurij ob Ščavnici) v hiši, kjer je bila v času Jugoslavije tudi gostilna in posojilnica. Njegov oče Franc je bil ugleden in bogat vaščan, gostilničar, mesar, poštni uradnik, prvi predsednik prostovoljnega gasilskega društva in vodja Društva kmečkih fantov in deklet (1925–1941). Pri Korošakovih v Sv. Juriju ob Ščavnici se nahaja Vaupotičeva stiskalnica iz leta 1735 (verjetno je najstarejša v okolici). Danes je v pritličju Vaupotičeve hiše muzej borcev generala Maistra.  
Mnogi slovenski častniki si delijo zasluge za uspešen zaključek bojev za severno mejo. Ti so še pred samim razpadom Avstro-Ogrske in njene vojske prikrito agitirali za osvoboditev izpod avstro-ogrskega jarma in za združitev z ostalimi južnoslovanskimi narodi. Med njimi je pomembno mesto zavzemal stotnik Edvard Vaupotič, ki je bil prisoten na 26. Strelskem polku v začetku 1917. leta na tirolski fronti. Zgodovinske zasluge za razorožitev nemškega Schutzwehra med drugim pripadajo prav stotniku Edvardu Vaupotiču, ki je kot referent za varnostno-obveščevalne zadeve pravočasno izvedel za načrtovani prevrat, pa tudi za odlično pripravljeno in izvedeno akcijo (23. novembra 1918), ko je bila nemška »zelena garda« razorožena in njeni pripadniki (okrog 6000) so bili napoteni domov.
Po upokojitvi sta zakonca Vaupotič živela v hiši v Mariboru, katero sta opremila z baročnim pohištvom. Zdajšnji lastniki so hišo prenovili, obdržali pa so dragoceno francosko pohištvo in nekaj osebnih predmetov podpolkovnika Vaupotiča. Potomcev Vaupotiča nista imela.